# Etzling
Etzling [ɛtslɛ̃] est une commune française de l'agglomération de Forbach, située dans le département de la Moselle et le bassin de vie de la Moselle-Est, en région Grand Est.

## Géographie
| Forbach            |         | Spicheren |
| Œting              | Etzling | Alsting   |
| Behren-lès-Forbach |         | Kerbach   |

### Hydrographie

#### Réseau hydrographique
La commune est située dans le bassin versant du Rhin au sein du bassin Rhin-Meuse. Elle est drainée par le ruisseau le Waeschbach.

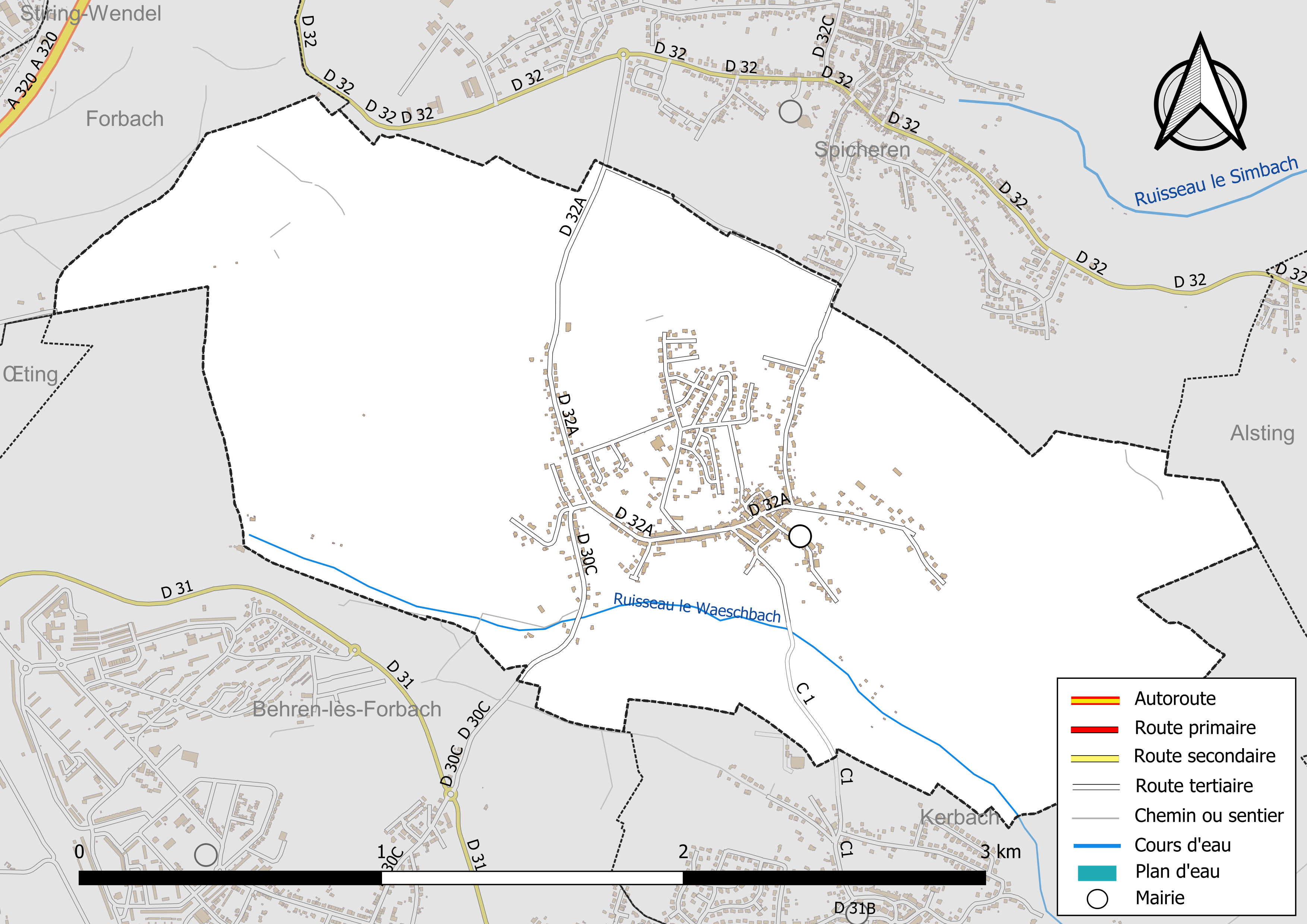
Réseaux hydrographique et routier d'Etzling.

#### Gestion et qualité des eaux
Le territoire communal est couvert par le schéma d'aménagement et de gestion des eaux (SAGE) « Bassin Houiller ». Ce document de planification, dont le territoire est approximativement délimité par un triangle formé par les villes de Creutzwald, Faulquemont et Forbach, d'une superficie de 576 km2, a été approuvé le 27 octobre 2017. La structure porteuse de l'élaboration et de la mise en œuvre est la région Grand Est. Il définit sur son territoire les objectifs généraux d’utilisation, de mise en valeur et de protection quantitative et qualitative des ressources en eau superficielle et souterraine, en respect des objectifs de qualité définis dans le SDAGE  du Bassin Rhin-Meuse.

### Climat
Pour des articles plus généraux, voir Climat du Grand Est et Climat de la Moselle.
En 2010, le climat de la commune est de type climat des marges montargnardes, selon une étude du Centre national de la recherche scientifique s'appuyant sur une série de données couvrant la période 1971-2000. En 2020, Météo-France publie une typologie des climats de la France métropolitaine dans laquelle la commune est exposée à un climat semi-continental et est dans la région climatique  Lorraine, plateau de Langres, Morvan, caractérisée par un hiver rude (1,5 °C), des vents modérés et des brouillards fréquents en automne et hiver. 
Pour la période 1971-2000, la température annuelle moyenne est de 9,3 °C, avec une amplitude thermique annuelle de 16,9 °C. Le cumul annuel moyen de précipitations est de 976 mm, avec 12,8 jours de précipitations en janvier et 10 jours en juillet. Pour la période 1991-2020, la température moyenne annuelle observée sur la station météorologique de Météo-France la plus proche, « Seingbouse », sur la commune de Seingbouse à 12 km à vol d'oiseau, est de 10,5 °C et le cumul annuel moyen de précipitations est de 731,4 mm. 
La température maximale relevée sur cette station est de 37,9 °C, atteinte le 25 juillet 2019 ; la température minimale est de −17 °C, atteinte le 20 décembre 2009,,. 
Les paramètres climatiques de la commune ont été estimés pour le milieu du siècle (2041-2070) selon différents scénarios d'émission de gaz à effet de serre à partir des nouvelles projections climatiques de référence DRIAS-2020. Ils sont consultables sur un site dédié publié par Météo-France en novembre 2022.

## Urbanisme

### Typologie
Au 1er janvier 2024, Etzling est catégorisée ceinture urbaine, selon la nouvelle grille communale de densité à sept niveaux définie par l'Insee en 2022.
Elle appartient à l'unité urbaine de Sarrebruck (ALL)-Forbach (partie française), une agglomération internationale regroupant 15  communes, dont elle est une commune de la banlieue,,. Par ailleurs la commune fait partie de l'aire d'attraction de Sarrebruck (partie française), dont elle est une commune de la couronne,. Cette aire, qui regroupe 12 communes, est catégorisée dans les aires de 700 000 habitants ou plus (hors Paris),.

### Occupation des sols
L'occupation des sols de la commune, telle qu'elle ressort de la base de données européenne d’occupation biophysique des sols Corine Land Cover (CLC), est marquée par l'importance des territoires agricoles (59,4 % en 2018), en diminution par rapport à 1990 (62,8 %). La répartition détaillée en 2018 est la suivante : 
zones agricoles hétérogènes (32,7 %), forêts (26,3 %), terres arables (20,3 %), zones urbanisées (14,4 %), prairies (6,3 %). L'évolution de l’occupation des sols de la commune et de ses infrastructures peut être observée sur les différentes représentations cartographiques du territoire : la carte de Cassini (XVIIIe siècle), la carte d'état-major (1820-1866) et les cartes ou photos aériennes de l'IGN pour la période actuelle (1950 à aujourd'hui).

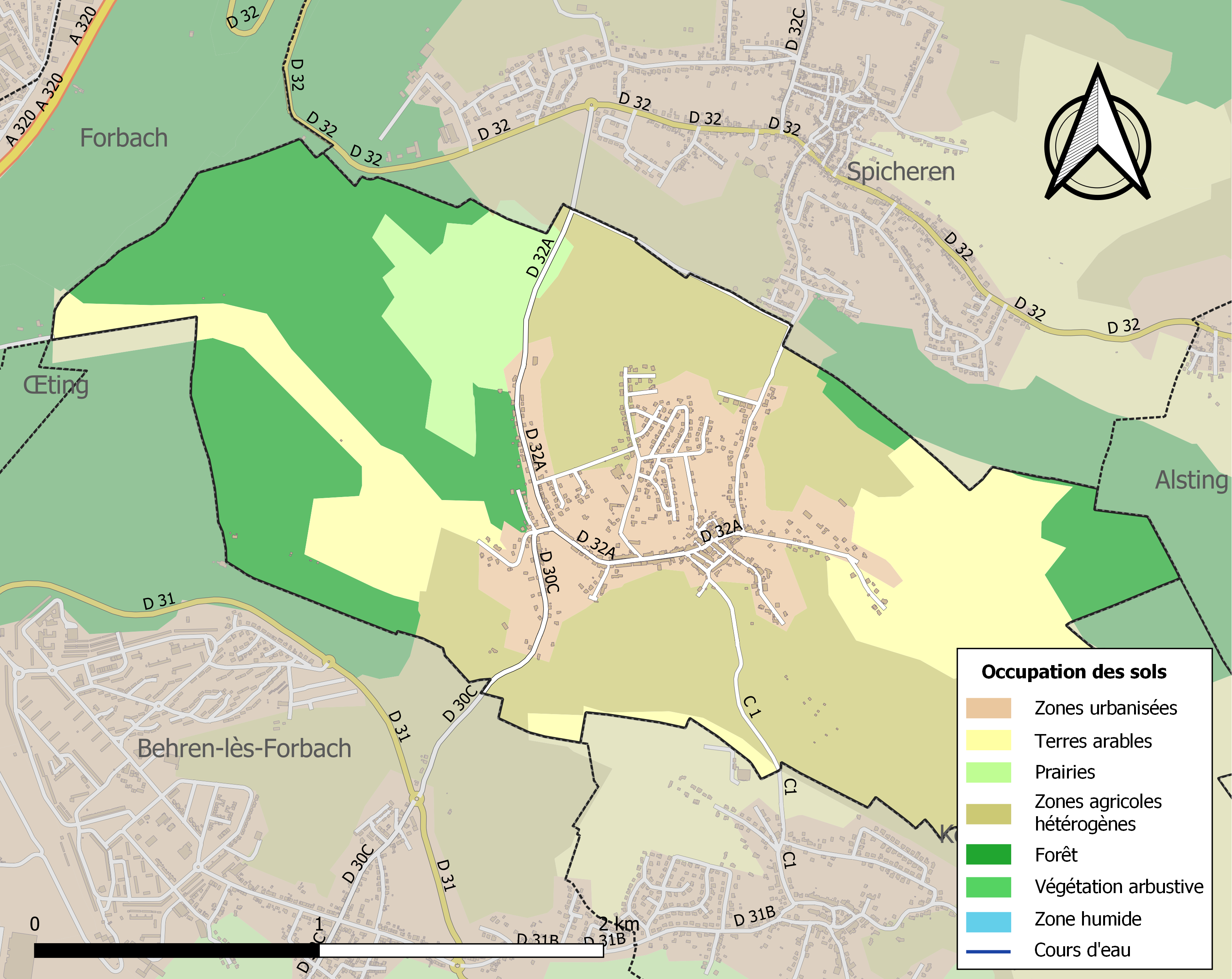
Carte des infrastructures et de l'occupation des sols de la commune en 2018 (CLC).

## Toponymie
- Le nom du village est formé des termes germaniques « Etzel » (qui signifie terrain clôturé, enclos) et « ingen » (clan, famille, ensemble). Ernest Nègre y voit un nom de personne Ezzilo + ingen.
- En francique lorrain : Ezlinge.
- Etzlingen (1577), Estlingen (1756)[16], Etseling (carte de Cassini), Etzlin (1793), Etzling (1801), Etzlingen (1871-1918).

### Sobriquets
- Anciens sobriquets désignant les habitants[17]: Die Purettefresser (les bouffeurs de poireaux).

## Histoire
Le village d’Etzling est mentionné pour la première fois en 1446.
Etzling dépendait de l'ancienne province de Lorraine. Au XVIIe siècle, le village, comme l'ensemble de la Lorraine, connaît une longue période de malheurs et de destructions : peste, guerres et famine ont décimé la population, particulièrement celle du bailliage d'Allemagne de l’espace mosellan qui perdit 80 % de sa population. Ainsi, à proximité d'Etzling, quatre villages disparurent entre 1575 à 1648. Ce sont : Ruchelingen, Dittlingen, Bilstein (ou Bilster) et Bettingen.

## Politique et administration
| Période                                  | Période   | Identité         | Étiquette | Qualité |
| ---------------------------------------- | --------- | ---------------- | --------- | ------- |
| mars 1983                                | mars 2008 | Jean-Louis Meyer |           |         |
| mars 2008                                | En cours  | Jean-Luc Jehin   | Div. D.   |         |
| Les données manquantes sont à compléter. |           |                  |           |         |

## Démographie
L'évolution du nombre d'habitants est connue à travers les recensements de la population effectués dans la commune depuis 1800. Pour les communes de moins de 10 000 habitants, une enquête de recensement portant sur toute la population est réalisée tous les cinq ans, les populations de référence des années intermédiaires étant quant à elles estimées par interpolation ou extrapolation. Pour la commune, le premier recensement exhaustif entrant dans le cadre du nouveau dispositif a été réalisé en 2004.

En 2022, la commune comptait 1 135 habitants, en évolution de −5,02 % par rapport à 2016 (Moselle : +0,52 %, France hors Mayotte : +2,11 %).
| 1800 | 1806 | 1895 | 1900 | 1905 | 1910 | 1921 | 1926 | 1931 |
| ---- | ---- | ---- | ---- | ---- | ---- | ---- | ---- | ---- |
| 272  | 264  | 543  | 570  | 567  | 559  | 522  | 643  | 597  |

| 1936 | 1946 | 1954 | 1962 | 1968 | 1975 | 1982 | 1990  | 1999  |
| ---- | ---- | ---- | ---- | ---- | ---- | ---- | ----- | ----- |
| 529  | 518  | 559  | 769  | 862  | 901  | 856  | 1 094 | 1 188 |

| 2004  | 2006  | 2009  | 2014  | 2019  | 2022  | - | - | - |
| ----- | ----- | ----- | ----- | ----- | ----- | - | - | - |
| 1 209 | 1 196 | 1 127 | 1 149 | 1 161 | 1 135 | - | - | - |

## Culture locale et patrimoine

### Lieux et monuments

#### Édifice religieux
- Église Saint-Hubert néo-gothique 1890.

### Personnalité liée à la commune
- Joseph Greff, militaire français, né le 19 janvier 1771 à Etzling.

### Héraldique
| Blason de Etzling | Blason  | Coupé: au 1er d'argent au lion léopardé de sable, armé et lampassé de gueules, au 2e de sable au massacre de cerf crucifère d'or. |
| Blason de Etzling | Détails | Le statut officiel du blason reste à déterminer.                                                                                  |

## Sources
- www.agglo-forbach.fr Forbach porte de France : Etzling